# مقاطعة بالو بينتو (تكساس)
مقاطعة بالو بينتو (بالإنجليزية: Palo Pinto  County)‏ هي إحدى المقاطعات في ولاية تكساس، الولايات المتحدة الأمريكية، يبلغ عدد سكانها 28,111 نسمة طبقا لإحصاء عام 2010 .

موقع المقاطعة في ولاية تكساس